# Bierzwnik (gromada)
Bierzwnik – dawna gromada, czyli najmniejsza jednostka podziału terytorialnego Polskiej Rzeczypospolitej Ludowej w latach 1954–1972.
Gromady, z gromadzkimi radami narodowymi (GRN) jako organami władzy najniższego stopnia na wsi, funkcjonowały od reformy reorganizującej administrację wiejską przeprowadzonej jesienią 1954 do momentu ich zniesienia z dniem 1 stycznia 1973, tym samym wypierając organizację gminną w latach 1954–1972.
Gromadę Bierzwnik z siedzibą GRN w Bierzwniku utworzono – jako jedną z 8759 gromad na obszarze Polski – w powiecie choszczeńskim w woj. szczecińskim na mocy uchwały nr V/42/54 WRN w Szczecinie z dnia 5 października 1954. W skład jednostki weszły obszary dotychczasowych gromad Bierzwnik, Jaglisko, Płoszkowo, Przeczno i Starzyce ze zniesionej gminy Bierzwnik w tymże powiecie. Dla gromady ustalono 14 członków gromadzkiej rady narodowej.
1 stycznia 1958 do gromady Bierzwnik włączono obszar zniesionej gromady Kolsk w tymże powiecie.
1 stycznia 1962 z gromady Bierzwnik wyłączono obszar leśny Nadleśnictwa Bierzwnik o powierzchni około 852 ha, włączając go do gromady Zieleniewo w tymże powiecie; do gromady Bierzwnik włączono natomiast miejscowości Kawno, Gajno, Kunica i Breń ze zniesionej gromady Łasko, miejscowości Kosinek, Rębusz, Grzywna, Chełmienko, Roszkowice, Przykuna, Smędowa i Szczucz ze zniesionej gromady Chłopowo oraz miejscowość Klasztorne ze zniesionej gromady Klasztorne w tymże powiecie.
Gromada przetrwała do końca 1972 roku, czyli do kolejnej reformy gminnej. 1 stycznia 1973 w powiecie choszczeńskim reaktywowano gminę Bierzwnik.